# John Samuel Agar

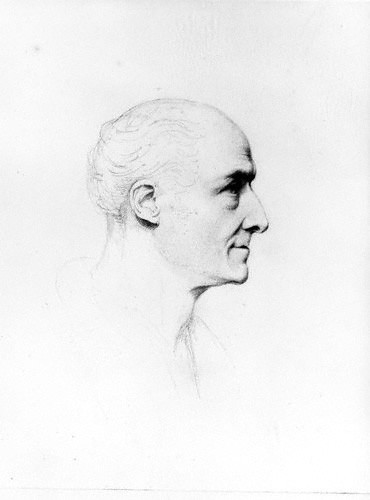
Självporträtt i National Portrait Gallery

John Samuel Agar, född 1773 i England, död 1858 i England, var en engelsk porträttmålare och gravör. Agar, som var ordförande för gravörförbundet Society of Engravers, använde stöpplingstekniken i sina gravyrer.
Agar illustrerade Richard Payne Knights verk Specimens of Ancient Sculpture, Aegyptian, Etruscan, Greek and Roman: Selected from different collections in Great Britain (1809).